# Atletica leggera ai Giochi della VII Olimpiade - Staffetta 4×400 metri
La competizione della staffetta 4×400 metri  di atletica leggera ai Giochi della VII Olimpiade si tenne i giorni 22 e 23 agosto 1920 allo Stadio Olimpico di Anversa.

## L'eccellenza mondiale
| Record mondiale e olimpico: 1912   | 3'16”6 | Stati Uniti   | Presenti |
| Migliore prestazione europea: 1912 | 3'19”0 | Gran Bretagna | Presente |

## Risultati

### Batterie
- (Tra parententesi tempi stimati)

| Pos. | Nazione       | Atleta                                                         | Tempo    |
| ---- | ------------- | -------------------------------------------------------------- | -------- |
| 1    | Belgio        | Jules Migeot Omer Corteyn Omer Smet François Morren            | 3'38"8   |
| 2    | Gran Bretagna | Cecil Griffiths Robert Lindsay John Ainsworth-Davis Guy Butler | (3'40"9) |
| 3    | Francia       | Géo André Gaston Féry Maurice Delvart André Devaux             | (3'46"6) |

| Pos. | Nazione     | Atleta                                                   | Tempo    |
| ---- | ----------- | -------------------------------------------------------- | -------- |
| 1    | Sudafrica   | Henry Dafel Clarence Oldfield Jack Oosterlaak Bevil Rudd | 3'38"6   |
| 2    | Stati Uniti | George Schiller George Bretnall Ted Meredith Frank Shea  | (3'40"7) |
| 3    | Svezia      | Sven Krokström Sven Malm Eric Sundblad Nils Engdahl      | (3'46"4) |

### Finale
Non sono stati tracciati i segni delle zone cambio sulle varie corsie, per cui, dopo la prima frazione, manca poco che gli atleti si azzuffino tra loro.

Vince la Gran Bretagna, che conduce in testa tutta la gara.
| Pos.    | Nazione       | Atleta                                                         | Tempo ufficiale | Tempo ufficioso |
| ------- | ------------- | -------------------------------------------------------------- | --------------- | --------------- |
| Oro     | Gran Bretagna | Cecil Griffiths Robert Lindsay John Ainsworth-Davis Guy Butler | 3'22"2          |                 |
| Argento | Sudafrica     | Henry Dafel Clarence Oldfield Jack Oosterlaak Bevil Rudd       |                 | 3'23"0          |
| Argento | Francia       | Géo André Gaston Féry Maurice Delvart André Devaux             |                 | 3'23"5          |
| 4       | Stati Uniti   | George Schiller George Bretnall Ted Meredith Frank Shea        |                 | 3'23"6          |
| 5       | Svezia        | Sven Krokström Sven Malm Eric Sundblad Nils Engdahl            |                 | 3'24"3          |
| 6       | Belgio        | Jules Migeot Omer Corteyn Omer Smet François Morren            |                 | 3'24"9          |